# Agostino Valier
Agostino Valier (Venezia, 7 aprile 1531 – Roma, 23 maggio 1606) è stato un cardinale e vescovo cattolico italiano.
Appartenente alla nobile famiglia veneziana dei Valier, Agostino fu vescovo di Verona (1565-1606) e influente membro del Sant'Uffizio.
Sebbene poco considerato dalla storiografia, il Valier esige un'attenzione maggiore, degna del ruolo da lui svolto come padre della chiesa post-tridentina, che «ebbe a Verona esemplari manifestazioni, guidando la diocesi in un lungo magistero ricco di opere spirituali e sociali».

## Biografia
Agostino Valier nacque a Venezia (e non a Legnago, come riportano alcuni biografi sulla scia di Giovanni Ventura) il 7 aprile 1531 da genitori patrizi, Bertuccio Valier e Lucia Navagero.
Avviato dal padre allo studio delle lettere, «ebbe ne' primi studj Marzial Rota, Battista Egnazio, e Gian Bernardo Feliciano per l'eloquenza Greca, e Latina di cui era peritissimo». La sua vita ebbe una svolta quando, nel 1547, si trasferì a Padova, presso lo zio materno Bernardo Navagero, che allora ricopriva la carica di podestà della città; rappresentò per il Valier «un'eccellente guida, un vivo stimolo agli studj [...] Vir acer ingeniorum censor». Di lì a poco fece la sua prima esperienza diplomatica, seguendo lo zio a Torino che era stato nominato ambasciatore straordinario per salutare l'arrivo di re Enrico II di Francia.
Presso lo studium patavino Agostino ebbe occasione di farsi notare per il suo sapere intessendo rapporti di amicizia con vari coetanei, futuri esponenti della società veneziana, che ne sollecitarono l'amicizia: Leonardo Donà, assunto poi all'onore del dogato, Gianfrancesco Morosini che sarà poi cardinale, Luigi Contarini, Giovanni Dolfin poi vescovo di Brescia, vescovo di Vicenza e cardinale, Nicola Barbarigo e Pietro Francesco Contarini, che sarà in seguito patriarca di Venezia e ancora Paolo Manuzio, Carlo Sigonio e Giambattista Rosario.

## Carriera ecclesiastica

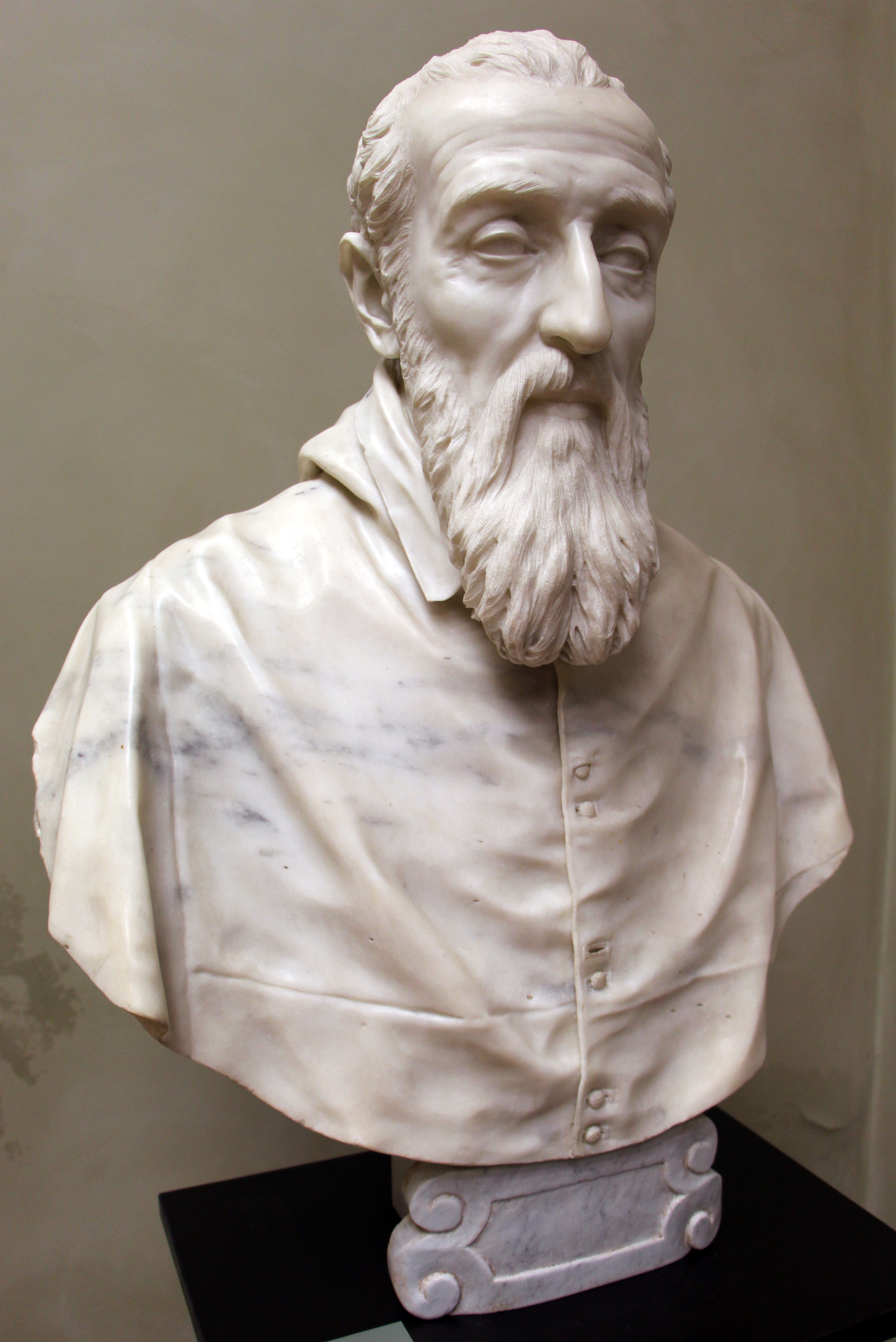
Gian Lorenzo Bernini, busto del cardinale Agostino Valier, Galleria Franchetti

Nel 1555, in occasione dell'elevazione al soglio pontificio del cardinale Gian Pietro Carafa, Navagero con altri senatori di Venezia viene inviato a Roma: c'è anche Agostino, che ha così modo di sperimentare per la prima volta il fasto della corte pontificia. Nello stesso anno, aveva chiesto e ottenuto di essere ammesso nel Collegio dei consultori (1555), dignità che il Senato Veneto conferiva a uomini di alta eloquenza, riscuotendo unanimi consensi, pur avendo egli nemmeno 25 anni. Tutti sono ammirati del suo sapere.
Conclusi gli studi, gli venne affidato dal Senato, nel 1558, l'incarico come lettore di filosofia morale, presso la celebre Scuola di Rialto a Venezia, succedendo a Giacomo Foscarini, e si dedicò per tre anni all'insegnamento, con tale successo che venne soprannominato “Il filosofo”. In quegli stessi anni, Bernardo Navagero manteneva l'incarico di ambasciatore della Repubblica presso la Santa Sede: in questo ruolo si distinse e fu molto ammirato, al punto che – essendosi fatto ecclesiastico nel
1560, alla morte della moglie Istriana Lando – il 26 febbraio 1561 fu nominato da Pio IV cardinale: dovendosi trasferire a Roma, volle al suo fianco il devoto nipote Agostino.
Agostino Valier venne preso sotto la tutela del cardinale Carlo Borromeo, nipote del papa, che lo accolse nell'Accademia delle Notti Vaticane, il cenacolo culturale da quest'ultimo fondato in cui «venivano a vicenda recitando qualche loro Orazione, o
Dissertazione, o altro componimento, che riguardava per lo più alla Filosofia morale».
Il Navagero, che già l'11 settembre 1562 era stato designato al vescovado di Verona – succedendo a Girolamo Trevisani –, nel marzo del 1563 lascia Roma per recarsi a Trento in veste di legato pontificio al concilio. Agostino si trattiene con lo zio per alcuni mesi, potendo così assistere alle sessioni conciliari e venendo a contatto con i fautori della Riforma cattolica, prima di tornare a Venezia per riprendere l'insegnamento della filosofia.

## Vescovo di Verona

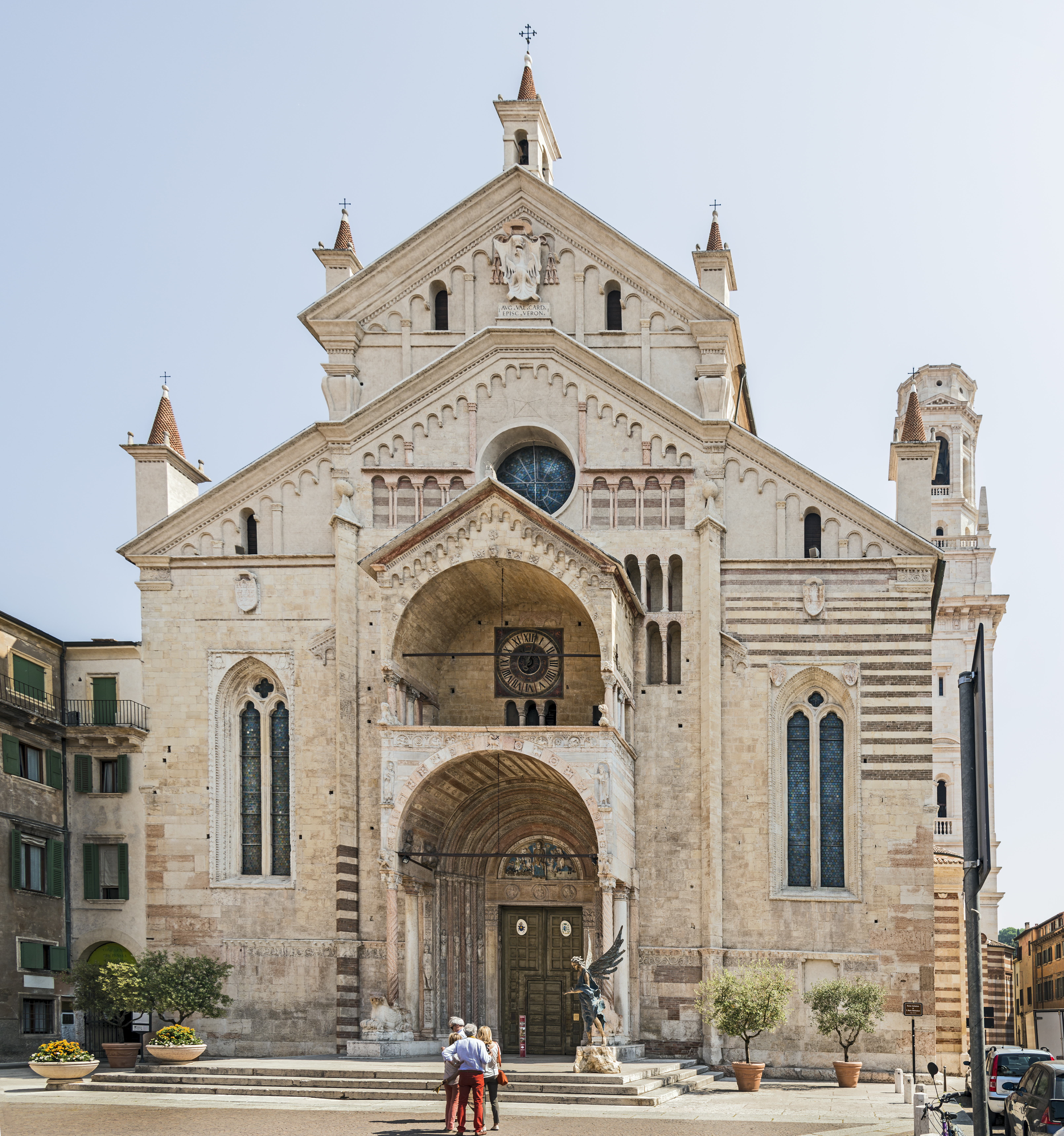
Duomo di Verona, sulla sommità della facciata lo stemma Valier

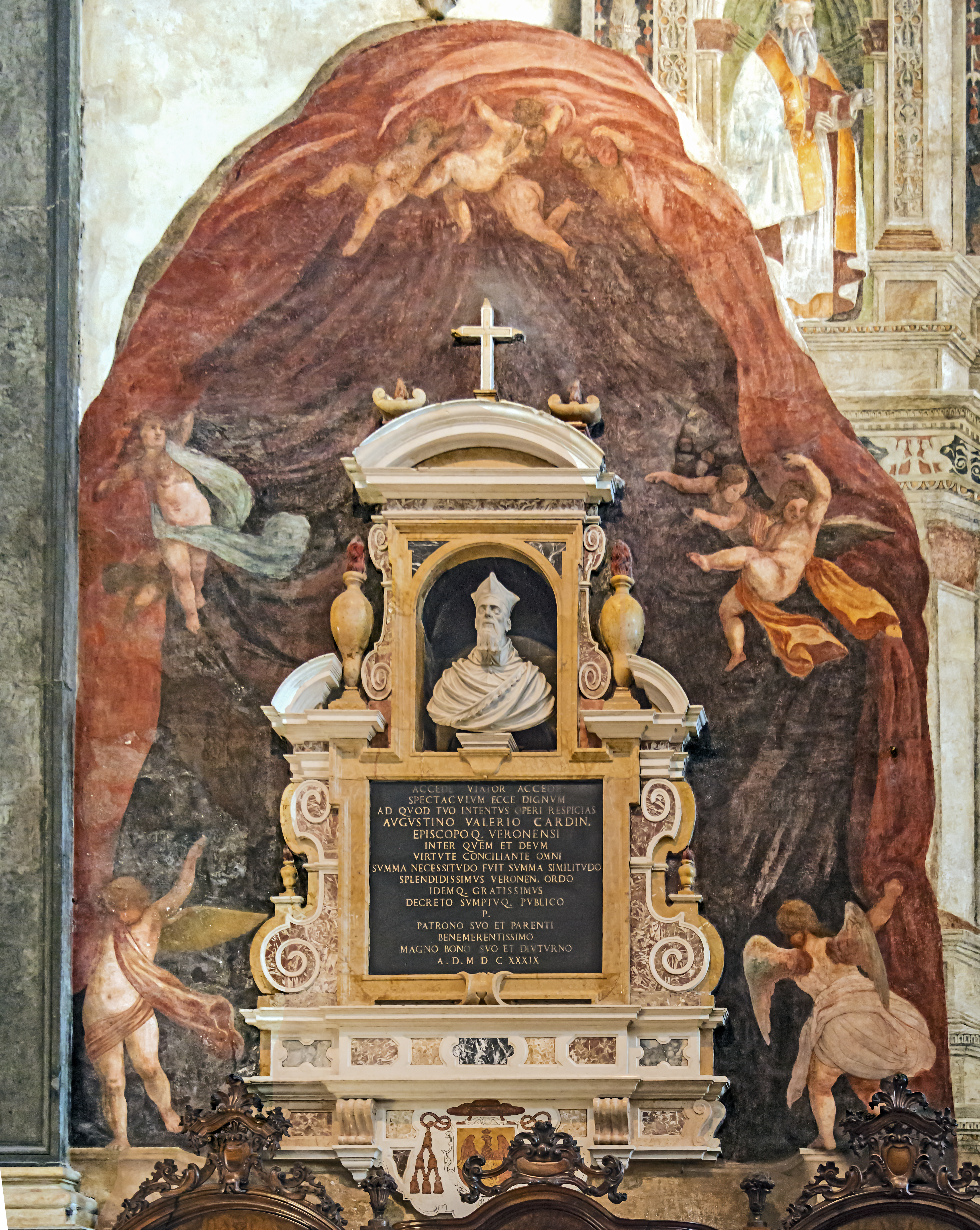
Monumento ad Agostino Valier Duomo di Verona

Per le proprie precarie condizioni di salute, nel 1565 Bernardo Navagero dovette rinunciare alla cattedra episcopale veronese e per assicurare che l'opera di riforma proseguisse, si appellò a Pio IV affinché venisse designato il nipote Agostino Valier. Fu grazie all'intervento di Carlo Borromeo che Pio IV, derogando alle leggi canoniche, il 15 maggio 1565 nominò Agostino Valier vescovo di Verona.
Fin dall'inizio fu ligio alle prescrizioni tridentine radunando subito il sinodo, che indisse poi ogni anno: egli riceveva i sacerdoti abbracciandoli e tenendo loro discorsi pieni di carità paterna, incitandoli alla necessità di applicare celermente i decreti del Concilio. I punti chiave sui quali il Valier operò con maggior insistenza furono la pietà eucaristica, la moralità dei sacerdoti e dei responsabili di associazioni laicali, l'insegnamento della dottrina cristiana.

### I rapporti con il card. Carlo Borromeo
Il Valier coltivò assiduamente i rapporti con la Milano del cardinale Carlo Borromeo, divenuto assai presto il punto di riferimento dell'azione riformista cattolica, portò preziosi contributi, come attesta la devozione dei veronesi per il Borromeo, ricambiata dalla stima e dalle numerose visite nella città. Il vescovo Valier, sull'esempio di San Carlo e della Congregazione dell'Oratorio di San Filippo Neri (della quale fu sodale durante gli anni nei quali fu a Roma, intervenendo molte volte alle celebrazioni in Santa Maria in Vallicella) fondò un oratorio presso S. Giovanni in Fonte e un altro nello stesso Palazzo Vescovile.

### Il rinnovamento culturale della Controriforma
Nel piano di rinnovamento culturale Valier, essendo amante dell'arte sacra, appoggiò lo sviluppo delle Arti, che incitò sia con istruzioni specifiche date ai Reverendi Predicatori della città, sia partecipando alle adunanze dell'Accademia Filarmonica (di cui fu mecenate), sia con commissioni dirette come la decorazione del Salone Sinodale nel Palazzo vescovile.
Il Sinodo divenne il cuore pulsante della politica della Chiesa nella diocesi, un'assemblea dei parroci e del clero dell'intero
vescovato nella quale poter far conoscere i nuovi canoni tridentini. E questo si realizzò soprattutto sotto l'episcopato di Agostino Valier. La convocazione del Sinodo diocesano nel 1564, da parte del vescovo Navagero, fu l'inizio della pubblicazione e applicazione del Concilio, per riaffermare la dottrina della chiesa di Roma attraverso il “disciplinamento” della società. Ma fu con la salita alla cattedra episcopale di Agostino Valier (1565) che, secondo le prescrizioni tridentine, il Sinodo venne indetto
regolarmente ogni anno, aprendosi sempre nell'ottava domenica dopo Pasqua.

### La decorazione del Palazzo Vescovile di Verona

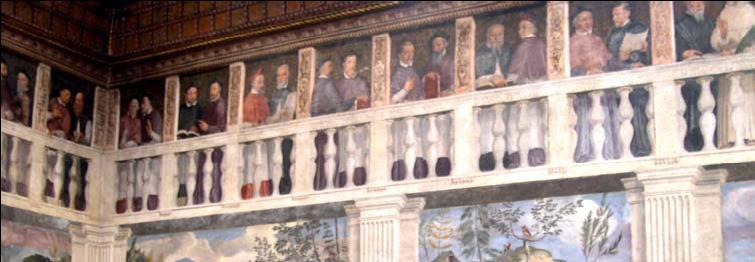
Domenico Brusasorzi, Vescovi di Verona, Palazzo Vescovile di Verona

Divenuto pittore ufficiale della Chiesa Veronese in virtù dei suoi meriti artistici posti al servizio delle committenze ecclesiastiche, ormai alla fine dei suoi anni Domenico Brusasorzi (1515-1567) ricevette nel 1566, dal neovescovo
Agostino Valier, la commissione per ridipingere le pareti del Salone Sinodale nel Vescovado di Verona.
Agostino Valier assommando in sé le qualità politiche, filosofiche e religiose necessarie per ricreare un humus cristiano nella chiesa veronese, ricercò nella storia, nella tradizione e nella devozione il fondamento della propria autorità. Il ciclo del Vescovado ne è l'esemplificazione: riproducendo le effigi dei passati vescovi si “documentava” la continuità ininterrotta, la vitalità, la gloria e la stabilità della Chiesa locale nei secoli. Il vescovo era così legittimato nella sua autorità dalla garanzia dei propri predecessori e, in quanto episcopus ab ipsomet Petro Ap. missus, direttamente dal vicario di Cristo (e perciò dal papa).
Il modello iconografico principale, però, è da riconoscere nella Sala Maggiore del Vescovado di Padova, quel Salone dei Vescovi che su commissione del vescovo Pietro Barozzi venne decorato con ritratti di Vescovi padovani eseguiti nel 1505-06 da Bartolomeo Montagna, in occasione del restauro del palazzo (iniziato nel 1487). Anche qui i 100 vescovi della città – da S.
Prosdocimo al Barozzi stesso, in ordine cronologico – sono affacciati ad una loggia aerea retta da peducci, formando un fregio che abbraccia la sala nella parte superiore delle pareti.

## Successione apostolica
La successione apostolica è:
- Vescovo Carlo Pisani (1579)
- Vescovo Bernardo de Benedictis (1585)
- Vescovo Marino Querini (1585)
- Vescovo Fulvio Teofili (1587)
- Vescovo Giovanni Battista Bernini, O.F.M.Conv. (1587)
- Vescovo Marcantonio Gonzaga (1589)
- Arcivescovo Carlo Broglia (1592)
- Vescovo Marco Corner (1594)
- Vescovo Marino Zorzi (1596)
- Cardinale Arnaud d'Ossat (1596)